# Мужская сборная Сингапура по хоккею на траве
Мужская сборная Сингапура по хоккею на траве — мужская сборная по хоккею на траве, представляющая Сингапур на международной арене. Управляющим органом сборной выступает Ассоциация хоккея на траве Сингапура (англ. Singapore Hockey Association).
Сборная занимает (по состоянию на 1 января 2015) 37-е место в рейтинге Международной федерации хоккея на траве (FIH).

## Результаты выступлений

### Олимпийские игры
- 1908—1952 — не участвовали
- 1956 — 8-е место
- 1960—2012 — не участвовали

### Азиатские игры
- 1958 — не участвовали
- 1962 — 5-е место
- 1966 — не участвовали
- 1970 — 5-е место
- 1974—1994 — не участвовали
- 1998 — 7-е место
- 2002—2006 — не участвовали
- 2010 — 10-е место
- 2014 — 10-е место

### Чемпионат Азии
- 1982 — 6-е место
- 1985 — 9-е место
- 1989—2003 — не участвовали
- 2007 — 10-е место
- 2009—2013 — не участвовали

### Мировая лига
- 2012/13 — 34—35-е места (выбыли в 1-м раунде)
- 2014/15 — ?? место (выбыли во 2-м раунде)